# چهارده (املش)
چهارده ، روستایی از توابع بخش شمالی شهرستان املش در استان گیلان است.

## جمعیت
این روستا در دهستان املش شمالی قرار دارد و براساس سرشماری مرکز آمار ایران در سال ۱۳۸۵، جمعیت آن ۴۴۹ نفر (۱۲۹خانوار) بوده‌است.